# Cryptocephalus duryi
Cryptocephalus duryi är en skalbaggsart som beskrevs av Schaeffer 1906. Cryptocephalus duryi ingår i släktet Cryptocephalus och familjen bladbaggar. Inga underarter finns listade i Catalogue of Life.